# Laotiaanse voetbalbond
De Laotiaanse voetbalbond of Lao Football Federation (LFF) is de voetbalbond van Laos.
De voetbalbond werd opgericht in 1951 en is sinds 1968 lid van de Aziatisch voetbalbond (AFC) en sinds 1996 lid van de Zuidoost-Aziatische voetbalbond (AFF). In 1952 werd de bond lid van de FIFA. De voetbalbond is onder andere verantwoordelijk voor het Laotiaans voetbalelftal. Het hoofdkantoor staat in de hoofdstad van het land, Vientiane.

## President
In januari 2022 was de president Viphet Sihachakr.